# Фредерсдорф-Фогельсдорф
Фредерсдорф-Фогельсдорф (нем. Fredersdorf-Vogelsdorf) — община в Германии, в земле Бранденбург.
Входит в состав района Меркиш-Одерланд.   Занимает площадь 16,36 км².
Коммуна подразделяется на 2 сельских округа.

## Население
| Год  | Население |
| ---- | --------- |
| 1990 | 6 865     |
| 1995 | 7 740     |
| 2000 | 11 069    |
| 2005 | 12 401    |
| 2010 | 12 801    |
| 2015 | 13 104    |
| 2020 | 14 310    |